# Niphoparmena fuscomaculata
Niphoparmena fuscomaculata là một loài bọ cánh cứng trong họ Cerambycidae.